# Giovanni Francesco Bezzi
Giovanni Francesco Bezzi també conegut com a Nosadella (actiu c. 1530-1571) va ser un pintor italià, que va desenvolupar la seva tasca durant l'època manierista, principalment a l'entorn de l'Escola Bolonyesa. Hi ha alguna constància que va viatjar a Roma. Va ser deixeble de Pellegrino Tibaldi. Poques pintures se li poden atribuir sense gènere de dubtes; entre elles "Madonna, el Nen i diversos Sants", pintat per a l'oratori de l'Església de Santa María della Vita, a Bolonya.